# مزاعم التنصت على برج ترامب
في 4 مارس 2017، كتب دونالد ترمب سلسلة من المنشورات عبر حسابه على تويتر اتهم فيها الرئيس السابق باراك أوباما بالتنصت على هواتف مكتبه في برج ترمب في أواخر الحملة الرئاسية لعام 2016. دعا ترمب الكونغرس إلى إجراء تحقيق في الأمر، واستشهدت إدارة ترمب بتقارير إخبارية للدفاع عن هذه الاتهامات. استندت ادعاءاته الأولية إلى مقال في شبكة بريتبارت الإخبارية، والذي استشهد بتخمينات قدمتها لويز مينش، صاحبة نظرية المؤامرة. بحلول يونيو 2020، لم يظهر أي دليل يدعم صحة الادعاء، ودحضته وزارة العدل (دي أو جاي).
وقال النائب ديفين نونيس، الذي شغل منصب رئيس لجنة الاستخبارات الدائمة في مجلس النواب آنذاك، إنه سيحقق في هذا الادعاء. في جلسة استماع مفتوحة للجنة في 20 مارس 2017، صرح مدير مكتب التحقيقات الفيدرالي جيمس كومي أنه لا يوجد لدى مكتب التحقيقات الفيدرالي ولا وزارة العدل أي معلومات تدعم مزاعم دونالد ترمب المتعلقة بالتنصت على المكالمات الهاتفية. صرح نونيس في 23 مارس أن اتصالات إدارة ترمب ربما خضعت للمراقبة قانونيًا خلال الفترة الانتقالية كجزء من «الجمع عرضي». ذكر قادة لجنة المخابرات في وقت لاحق أنهم لم يعثروا على أي دليل يدعم هذا الادعاء.
أعلنت وزارة العدل في مذكرة قضائية بتاريخ 1 سبتمبر 2017 أن «مكتب التحقيقات الفيدرالي وقسم الأمن القومي يؤكدان عدم وجود أي سجلات تتعلق بالتنصت على المكالمات الهاتفية بالشكل المذكور في تغريدات 4 مارس 2017»، وأكدت ذلك في مذكرة قضائية أخرى بتاريخ 19 أكتوبر 2018. في 19 سبتمبر 2017، أفادت شبكة سي إن إن أن مكتب التحقيقات الفيدرالي تنصّت على بول مانافورت قبل الانتخابات الرئاسية وبعدها، واستمر بالتنصت حتى بدايات عام 2017، على الرغم من أن التقرير لم يوضح ما إذا كان مانافورت قد روقب خلال فترة عمله مع حملة ترمب من مارس حتى أغسطس 2016. ذكر تقرير شبكة السي إن إن أيضًا أن مراقبة مانافورت بدأت بعد أن أصبح موضوع تحقيق في مكتب التحقيقات الفيدرالي في عام 2014. أشار بعض المعلقين إلى هذا التقرير بصفته دليلًا على مزاعم ترمب، في حين أشار آخرون إلى أنه لم يؤكد دقة تغريدات ترمب الأصلية، وأنه من غير المعروف ما إذا كانت قد حدثت أي مراقبة لمانافورت في برج ترمب. امتلك مانافورت عمارات سكنية في برج ترمب منذ عام 2006 حتى استيلاء السلطات الفيدرالية عليها بعد إدانته في 2018.
في 25 أبريل 2019، قال ترمب إن مزاعمه الأصلية بشأن «التنصت على الهواتف» لم تكن حرفية، وأنه كان يقصد حقًا: «المراقبة، أو التجسس أو أيا كان ما تود قوله». قال ترمب أيضًا إن مزاعمه جاءت مبنية «على قليل من الحدس وقليل من الحكمة»، وأنه يعتقد أن مزاعمه كانت «غير مهمة إلى حد ما» حين أطلقها. في مقابلة له في يوليو 2019 مع سي سبان، سئل عما إذا شعر بالندم على أي من تغريداته، قال ترمب «ليس كثيرًا، بصراحة ليس كثيرًا ... لقد أرسلت الرسالة المتعلقة بالتنصت ... واتضح أن الأمر كان صحيحًا».